# Angoustrine-Villeneuve-des-Escaldes
Angoustrine-Villeneuve-des-Escaldes är en kommun i departementet Pyrénées-Orientales i regionen Occitanien i södra Frankrike. Kommunen ligger i kantonen Saillagouse som tillhör arrondissementet Prades. År 2022 hade Angoustrine-Villeneuve-des-Escaldes 548 invånare.
På katalanska heter kommunen Angostrina i Vilanova de les Escaldes.

## Administration

### Borgmästare
| Borgmästare      | Ämbetsperiod |
| ---------------- | ------------ |
| Louis Clerc      | 1973 - 1989  |
| Jacques de Maury | 1989 - 1995  |
| Hélène Josende   | 1995 -       |

## Befolkningsutveckling
Antalet invånare i kommunen Angoustrine-Villeneuve-des-Escaldes
| Referens: INSEE |